# Роки II
„Роки II“ (на английски: Rocky II) е американска спортна драма от 1979 г. с участието на Силвестър Сталоун, който е режисьор и сценарист за филма. Той е продължение на „Роки“ (1976) и е вторият филм от поредицата „Роки“. Второстепенните роли се изпълняват от Талия Шайър, Бърт Йънг, Карл Уедърс и Бърджис Мередит.
Филмът излиза по кината в Съединените щати на 15 юни 1979 г. в разпространение от „Юнайтед Артистс“. Продължението – „Роки III“, излиза през 1982 г.

## Филми от поредицата за „Роки“
Поредицата „Роки“ включва 9 филма:
- „Роки“ (1976)
- „Роки II“ (1979)
- „Роки III“ (1982)
- „Роки IV“ (1985)
- „Роки V“ (1990)
- „Роки Балбоа“ (2006)
- „Крийд: Сърце на шампион“ (2015)
- „Крийд 2“ (2018)
- „Крийд 3“ (2023)